# Lista odcinków serialu anime Neon Genesis Evangelion
Ten artykuł zawiera listę odcinków serialu anime Neon Genesis Evangelion (jap. 新世紀エヴァンゲリオン Shin Seiki Evangerion).
Każdy z odcinków ma dwa tytuły:
- japoński oraz
- angielski, wybrany przez Studio Gainax.

## Lista
TV przy nazwisku oznacza osobę odpowiedzialną za pierwotnie emitowaną wersję odcinka, a DC - osobę odpowiedzialną za jego wersję reżyserską.
| Nr | Tytuł japoński                                                             | Tytuł angielski                                                                  | Tytuł polski (Netflix)                        | Reżyseria                                 | Scenariusz                     | Data premiery (Japonia) |
| --- | -------------------------------------------------------------------------- | -------------------------------------------------------------------------------- | --------------------------------------------- | ----------------------------------------- | ------------------------------ | ----------------------- |
| 1 | 使徒、襲来 (Shito, shūrai)                                                 | Angel Attack                                                                     | Atak Aniołów                                  | Kazuya Tsurumaki                          | Hideaki Anno                   | 4 października 1995 r.  |
| W 2015 roku Anioł powraca, by zaatakować Tokyo-3. Misato Katsuragi przewozi Shinjiego do bazy NERV nadzorowanej przez jego dawno niewidzianego ojca Gendo. |                                                                            |                                                                                  |                                               |                                           |                                |                         |
| 2 | 見知らぬ、天井 (Mishiranu, tenjō)                                          | The Beast                                                                        | Nieznajomy sufit                              | Kazuya Tsurumaki                          | Hideaki Anno Yōji Enokido      | 11 października 1995 r. |
| Po pilotowaniu Evy Jeden Shinji budzi się w szpitalu i nie pamięta bitwy. Poruszona jego losem Misato pozwala mu ze sobą zamieszkać. |                                                                            |                                                                                  |                                               |                                           |                                |                         |
| 3 | 鳴らない、電話 (Naranai, denwa)                                            | A Transfer                                                                       | Głuchy telefon                                | Hiroyuki Ishido                           | Hideaki Anno Akio Satsukawa    | 18 października 1995 r. |
| Po szkole roznosi się wieść, że Shinji jest pilotem Evy. Toji, jego kolega z klasy, wyraźnie ma mu to za złe. Gdy pojawia się Anioł, Shinji musi ponownie stanąć do walki. |                                                                            |                                                                                  |                                               |                                           |                                |                         |
| 4 | 雨、逃げ出した後 (Ame, nigedashita ato)                                    | Hedgehog's Dilemma                                                               | Deszcz po ucieczce                            | Tsuyoshi Kaga                             | Akio Satsukawa                 | 25 października 1995 r. |
| Zestresowany po ostatniej walce Shinji ucieka z domu i spotyka Kensuke. Gdy NERV sprowadza go z powrotem, Misato daje mu wybór. |                                                                            |                                                                                  |                                               |                                           |                                |                         |
| 5 | レイ、心のむこうに (Rei, kokoro no mukō ni)                                | Rei I                                                                            | Rei i sekrety serca                           | Keiichi Sugiyama                          | Hideaki Anno Akio Satsukawa    | 1 listopada 1995 r.     |
| Rey Ayanami, pilotka Evy Zero, wraca do zdrowia, ale nie ma przyjaciół, przeszłości ani ochoty, by poznać Shinjiego. |                                                                            |                                                                                  |                                               |                                           |                                |                         |
| 6 | 決戦、第3新東京市 (Kessen, daisan shin Tōkyō-shi)                          | Rei II                                                                           | Bitwa o Tokio-3                               | Hiroyuki Ishido                           | Hideaki Anno Akio Satsukawa    | 8 listopada 1995 r.     |
| Kiedy Piąty Anioł przewierca się w stronę NERV, Misato przewodzi operacji Yashima, w ramach której całe zasilanie Japonii ma zostać użyte do zlikwidowania Ramiela. |                                                                            |                                                                                  |                                               |                                           |                                |                         |
| 7 | 人の造りしもの (Hito no tsukurishimono)                                    | A Human Work                                                                     | Dzieła ludzkich rąk                           | Keiichi Sugiyama                          | Hideaki Anno Yōji Enokido      | 15 listopada 1995 r.    |
| Ritsuko zdradza Shinjiemu utajnioną prawdziwą przyczynę Drugiego Uderzenia. Później razem z Misato obserwuje testy konkurującego z Evą mecha. |                                                                            |                                                                                  |                                               |                                           |                                |                         |
| 8 | アスカ、来日 (Asuka, rainichi)                                             | Asuka Strikes!                                                                   | Przybycie Asuki                               | Kazuya Tsurumaki                          | Hideaki Anno Yōji Enokido      | 22 listopada 1995 r.    |
| Shinji z przyjaciółmi wyruszają z Misato nad morze, aby poznać Evę Dwa i jej pilotkę Asukę. Ryoji Kaji, stary znajomy Misato, dołącza do nich w sobie tylko znanym celu. |                                                                            |                                                                                  |                                               |                                           |                                |                         |
| 9 | 瞬間、心、重ねて (Shunkan, kokoro, kasanete)                               | Both of You, Dance Like You Want to Win!                                         | Tańczycie, aby zwyciężyć                      | Seiji Mizushima                           | Hideaki Anno Akio Satsukawa    | 29 listopada 1995 r.    |
| Asuka i Shinji mierzą się z kolejnym Aniołem, ale wróg zdobywa przewagę. Mają tylko sześć dni, żeby nauczyć się zsynchronizowanych ruchów i ostatecznie go pokonać. |                                                                            |                                                                                  |                                               |                                           |                                |                         |
| 10 | マグマダイバー (Magumadaibā)                                               | Magma Diver                                                                      | Brodząc w magmie                              | Tsuyoshi Kaga Hiroyuki Ishido             | Hideaki Anno Akio Satsukawa    | 6 grudnia 1995 r.       |
| NERV odkrywa uśpioną embrionalną formę Anioła w wulkanie. Asuka otrzymuje misję wydostania go z Evą Dwa, używając sprzętu zaprojektowanego do magmy. |                                                                            |                                                                                  |                                               |                                           |                                |                         |
| 11 | 静止した闇の中で (Seishishita yami no naka de)                             | The Day Tokyo-3 Stood Still                                                      | Pod osłoną mroku                              | Tatsuya Watanabe                          | Hideaki Anno Yōji Enokido      | 13 grudnia 1995 r.      |
| Gdy zjawia się kolejny Anioł, w Tokio-3 dochodzi do awarii prądu. Piloci Evy wchodzą do bazy z powierzchni, a w tym czasie NERV ręcznie przygotowuje mechy. |                                                                            |                                                                                  |                                               |                                           |                                |                         |
| 12 | 奇跡の価値は (Kiseki no kachi wa)                                          | She said, 'Don't make others suffer for your personal hatred.'                   | Ile jest wart cud?                            | Hiroyuki Ishido                           | Hideaki Anno Akio Satsukawa    | 20 grudnia 1995 r.      |
| Gendo i Fuyutsuki przebywają na Antarktydzie. Świeżo awansowana Misato obejmuje dowództwo, a nad Ziemią pojawia się nowy Anioł, który zamierza zbombardować Tokio-3. |                                                                            |                                                                                  |                                               |                                           |                                |                         |
| 13 | 使徒、侵入 (Shito, shinnyū)                                                | Lilliputian Hitcher                                                              | Inwazja                                       | Tensai Okamura                            | Hideaki Anno Mitsuo Iso        | 27 grudnia 1995 r.      |
| Anioł dostaje się do bazy NERV i szybko przejmuje superkomputer MAGI. Ritsuko proponuje napisać program, który zniszczy Ireula, wykorzystując jego zdolność ewolucji. |                                                                            |                                                                                  |                                               |                                           |                                |                         |
| 14 | ゼーレ、魂の座 (Zēre, tamashii no za)                                      | Weaving a Story                                                                  | Seele, tron duszy                             | Masahiko OhtsukaKen Ando                  | Hideaki Anno                   | 3 stycznia 1996 r.      |
| Seele ocenia postępowanie NERV i Gendo podczas walki z Aniołami od Trzeciego do Jedenastego. Ritsuko przeprowadza test, w którym piloci Evy zamieniają się mechami. |                                                                            |                                                                                  |                                               |                                           |                                |                         |
| 15 | 嘘と沈黙 (Uso to chinmoku)                                                 | Those women longed for the touch of others' lips, and thus invited their kisses. | Milczenie i kłamstwa                          | Naoyasu Habu                              | Hideaki Anno Akio Satsukawa    | 10 stycznia 1996 r.     |
| Pierwszy raz od lat Shinji spotyka ojca nad grobem swojej matki. Ritsuko, Misato i Ryoji idą na wesele, a Asuka na randkę. |                                                                            |                                                                                  |                                               |                                           |                                |                         |
| 16 | 死に至る病、そして (Shi ni itaru yamai, soshite)                           | Splitting of the Breast                                                          | Śmiertelna choroba oraz...                    | Kazuya Tsurumaki                          | Hideaki Anno Hiroshi Yamaguchi | 17 stycznia 1996 r.     |
| W czasie walki Shinji zostaje wciągnięty z Evą Jeden do cienia Anioła. Podczas gdy NERV obawia się, że ich stracili, chłopak przeżywa dziwne doświadczenie. Japoński tytuł odcinka (a zarazem jego polskie tłumaczenie) stanowią nawiązanie do książki Bojaźń i drżenie. Choroba na śmierć Søren Kierkegaarda. |                                                                            |                                                                                  |                                               |                                           |                                |                         |
| 17 | 四人目の適格者 (Yoninme no tekikakusha)                                    | Fourth Child                                                                     | Czwarty kandydat                              | Minoru Ohara                              | Hideaki Anno Shinji Higuchi    | 24 stycznia 1996 r.     |
| NERV-02 oraz Eva Cztery znikają w Nevadzie. Eva Trzy jest w drodze, a Gendo rozkazuje Ritsuko wybrać dla niej pilota. |                                                                            |                                                                                  |                                               |                                           |                                |                         |
| 18 | 命の選択を (Inochi no sentaku o)                                           | Ambivalence                                                                      | Sprawy życia i śmierci                        | Tensai Okamura                            | Hideaki Anno Shinji Higuchi    | 31 stycznia 1996 r.     |
| Eva Trzy przybywa ze Stanów Zjednoczonych, ale Shinji wciąż nie wie, kto ją pilotuje. W czasie testów NERV odkrywa, że Eva Trzy została opanowana przez Anioła. |                                                                            |                                                                                  |                                               |                                           |                                |                         |
| 19 | 男の戰い (Otoko no tatakai)                                                | Introjection                                                                     | Męskie starcie                                | Masayuki                                  | Hideaki Anno Akio Satsukawa    | 7 lutego 1996 r.        |
| Zrozpaczony po walce Shinji przysięga, że już nigdy nie siądzie za sterami Evy i ponownie odchodzi z NERV. Tuż przed jego odejściem do ataku przystępuje kolejny Anioł. |                                                                            |                                                                                  |                                               |                                           |                                |                         |
| 20 | 心のかたち 人のかたち (Kokoro no katachi, hito no katachi)                 | Weaving a Story 2: oral stage                                                    | Kształty serc oraz ludzi                      | Masahiko Ohtsuka                          | Hideaki Anno                   | 14 lutego 1996 r.       |
| Po osiągnięciu niespotykanego dotychczas poziomu synchronizacji Shinji spaja się z Evą Jeden. Podczas gdy on przeżywa doświadczenie poza ciałem, NERV próbuje go wydostać. |                                                                            |                                                                                  |                                               |                                           |                                |                         |
| 21 | ネルフ、誕生 (Nerufu, tanjō)                                               | He was aware that he was still a child.                                          | Narodziny NERV                                | Hiroyuki Ishido (TV) Shunji Suzuki (DC)   | Hideaki Anno Akio Satsukawa    | 21 lutego 1996 r.       |
| Seele porywa Fuyutsukiego i próbuje z niego wyciągnąć prawdziwe intencje Gendo i NERV — na jaw wychodzą wydarzenia z przeszłości. |                                                                            |                                                                                  |                                               |                                           |                                |                         |
| 22 | せめて、人間らしく (Semete, ningen rashiku)                                | Don't Be.                                                                        | Pozostać człowiekiem                          | Akira Takamura (TV) Kazuya Tsurumaki (DC) | Hideaki Anno Hiroshi Yamaguchi | 28 lutego 1996 r.       |
| Poziom synchronizacji Asuki wciąż spada, co źle wpływa na jej samoocenę. Chcąc udowodnić swoją wartość, pilotka ignoruje rozkazy w czasie walki. |                                                                            |                                                                                  |                                               |                                           |                                |                         |
| 23 | 涙 (Namida)                                                                | Rei III                                                                          | Łzy                                           | Shoichi Masuo (TV) Masayuki (DC)          | Hideaki Anno Hiroshi Yamaguchi | 6 marca 1996 r.         |
| Mimo swoich problemów Asuka otrzymuje rozkaz, aby pomóc Rei w walce z Armisaelem. Gdy zawodzi, Rei desperacko próbuje uratować Shinjiego. |                                                                            |                                                                                  |                                               |                                           |                                |                         |
| 24 | 最後のシ者 (Saigo no shisha)                                               | The Beginning and the End, or 'Knockin' on Heaven's Door'                        | Ostatni wysłannik                             | Shoichi Masuo (TV) Masayuki (DC)          | Hideaki Anno Akio Satsukawa    | 13 marca 1996 r.        |
| Kaworu Nagisa, Piąte Dziecko, przybywa do NERV, aby pilotować Evę Dwa w miejsce Asuki. Jest miły dla Shinjiego, ale otacza go nimb tajemnicy. |                                                                            |                                                                                  |                                               |                                           |                                |                         |
| 25 | 終わる世界 (Owaru sekai)                                                   | Do you love me?                                                                  | Kochasz mnie?                                 | Kazuya Tsurumaki                          | Hideaki Anno                   | 20 marca 1996 r.        |
| Rozpoczyna się projekt Dopełnienie Ludzkości — dusze ludzi łączą się w jedno. Piloci Evy mierzą się z naturą swojego istnienia, podczas gdy rzeczywistość się rozpada. |                                                                            |                                                                                  |                                               |                                           |                                |                         |
| 26 | 世界の中心でアイを叫んだけもの (Sekai no chūshin de "ai" o sakenda kemono) | Take care of yourself                                                            | Bestia, która wykrzyczała "Ja" w sercu świata | Masayuki Kazuya Tsurumaki                 | Hideaki Anno                   | 27 marca 1996 r.        |
| Projekt Dopełnienie Ludzkości trwa. Shinji musi wybrać pomiędzy życiem w samotności a połączeniem się z innymi. Japoński tytuł odcinka (a zarazem jego polskie tłumaczenie) stanowią nawiązanie do opowiadania Bestia, która wykrzyczała miłość w sercu świata Harlana Ellisona.                               |                                                                            |                                                                                  |                                               |                                           |                                |                         |